# Nielstrup (Svendborg Kommune)
 For alternative betydninger, se Nielstrup. (Se også artikler, som begynder med Nielstrup)
Nielstrup er oprindelig en landsbyhovedgård, der i tidens løb har opslugt de andre gårde i byen, gården nævnes første gang i 1325. Gården var en avlsgård under Baroniet Lehn / Hvidkilde Gods fra 1749 til 1980. Nielstrup ligger i Ollerup Sogn, Sunds Herred, Egebjerg Kommune. Hovedbygningen er opført i 1820.
Nielstrup Gods er på 142 hektar

## Ejere af Nielstrup
- (1325-1350) Niels Brock
- (1350-1365) Eske Nielsen Brock
- (1365-1372) Kronen
- (1372) Johanne Brock
- (1372-1408) Jens Andersen Brock
- (1408-1423) Henning Kabel
- (1423-1439) Henning Kabel / Jep Basse
- (1439) Elsebe Henningsdatter Kabel gift (1) von Vitzen (2) Bjørn (3) Bryske
- (1439-1455) Johan Bjørnsen Bjørn
- (1455-1462) Johan Bjørnsen Bjørn / Anders Eriksen Gyldenstierne
- (1462-1495) Joachim Johansen Bjørn
- (1495-1500) Joachim Joachimsen Bjørn
- (1500-1502) Poul Laxmand
- (1502-1505) Kronen
- (1505-1523) Bjørn Johansen Bjørn
- (1523-1547) Johan Bjørnsen Bjørn
- (1547) Maren Johansdatter Bjørn gift Dyre
- (1547-1587) Iver Lunge Dyre
- (1587-1614) Gertrud Iversdatter Dyre gift Bryske / Sophie Iversdatter Dyre gift von Qualen
- (1614-1660) Eiler Høg
- (1660-1682) Niels Lauritsen / Niels Krabbe
- (1682-1695) Anne Cathrine Nielsdatter Lauritsen gift von Hobe / Nicolaj Nielsen Lauritsen
- (1695-1749) Jørgen Ernst von Hobe
- (1749) Edel Margrethe von Løwenhielm gift (1) von Hobe (2) Lehn
- (1749-1760) Johan Lehn
- (1760-1804) Poul Abraham Lehn
- (1804) Sophie Amalie Poulsdatter Lehn gift Rantzau
- (1804-1806) Hans Rantzau-Lehn
- (1806-1834) Sophie Amalie Poulsdatter Lehn gift Rantzau
- (1834) Pauline Christine Hansdatter Rantzau-Lehn gift von Holsten
- (1834-1860) Frederik Christian von Holsten-Charisius-Lehn
- (1860) Christine Henriette Barner-Kaas-Lehn gift Rosenørn
- (1860-1892) Otto Ditlev Rosenørn-Lehn
- (1892-1904) Erik Christian Hartvig Rosenørn-Lehn
- (1904) Anna Christiane Adelheild Eriksdatter Rosenørn-Lehn gift Ahlefeldt-Laurvig
- (1904-1909) Frederik Ludvig Vilhelm greve Ahlefeldt-Laurvig-Lehn
- (1909-1910) Anna Christiane Adelheild Eriksdatter Rosenørn-Lehn gift Ahlefeldt-Laurvig
- (1910-1954) Christian Erik Julius greve Ahlefeldt-Laurvig-Lehn
- (1954-1981) Axel greve Ahlefeldt-Laurvig-Lehn
- (1981-) Thomas greve Ahlefeldt-Laurvig-Lehn

55°4′40″N 10°31′23″Ø / 55.07778°N 10.52306°Ø